# 般連奴
般奴·安達臣·達施華·薩比奴（Bruno Anderson da Silva Sabino，通稱Bruninho，1989年9月29日—），生於巴西阿雷格里港，巴西足球運動員，司職前鋒，現在效力丹麦足球甲级联赛球隊克厄。

## 球員生涯
般連奴生於巴西阿雷格里港，在2015年7月加盟丹超球會洛斯查蘭特，並在該季代表球會在15場聯賽中，取得9球錄得1助攻，成為球隊首席射手，他在2016年1月12日接受體檢後，在1月14日以400萬歐元轉會費與中超球會廣州富力簽約為期兩年，可是他剛轉會後就在季前於澳洲集訓期間拉傷，幸好他尚算趕及2016年中超賽季開季時復出，他在天河體育場對陣廣州恆大的上半場發揮出色，除了一次被球證判詐胡的頭槌入球外，他還憑藉個人能力創造出兩次單刀機會，可惜都沒有進帳，隨後他在三個月內處於傷病間，共代表廣州富力上陣7場，
所以當廣州富力在2016年6月動用710萬美元收購以色列前鋒艾蘭·沙希域後，般連奴被安置到富力預備組，但富力教練團仍對他的能力充滿信心，因此於2016年夏季轉會窗關閉前，外借他回丹超球會米迪蘭特，但是他在上陣13場後只錄得1球1助攻，結果他於2016年9月重返富力但都未能佔到外援名額，球會高層因此決定在2017年夏窗外借他到由球會出資及組建的香港超級聯賽球會R&F富力，以在傷癒後重拾狀態並重返中超陣容，可惜他在各項賽事上陣6場都沒有入球進帳，結果他在2017年12月1日與富力解約離隊，不過他再在2018年3月21日重返富力。

## 球會榮譽
國民隊
- 亞馬遜州錦標賽亞軍（英语：2013 Campeonato Amazonense）（2013）

## 外部連結
- Bruninho （页面存档备份，存于） at Soccerway
- 香港足球總會網頁球員註冊資料 （页面存档备份，存于）